# Barth Island
Barth Island är en ö i Kanada.   Den ligger i territoriet Nunavut, i den nordöstra delen av landet, 3 200 km nordväst om huvudstaden Ottawa.